# Stadio della Canoa (Ivrea)
Lo stadio della Canoa di Ivrea è un impianto sportivo fluviale situato nella città di Ivrea in Piemonte. Ha ospitato i Campionati mondiali di canoa/kayak discesa 2008.

## Storia
La canoa iniziò ad essere praticata ad Ivrea a partire dagli anni 50. La successiva fondazione e crescita d'importanza del locale Ivrea Canoa Club comportarono quindi una lunga serie di lavori tesi a modificare la conformazione di una parte del letto del fiume presso il centro cittadino per renderlo più atto alla pratica di questo sport, portando infine alla creazione del canale attuale.
Tra le opere più recenti e di maggiore rilievo figurano quelle compiute nel 2005 per mano dello slovacco Ondrej Ciback, che ridisegnò la pendenza dell'ultima parte del canale in modo tale da meglio distribuire il significativo dislivello. Questi aveva a sua volta già progettato il canale di Liptovsky Mikulas in Slovacchia. Nel 2006 è invece la francese Hydrostadium, che già aveva progettato il canale olimpico di Atene, a eseguire lavori sul canale. Negli anni immediatamente successivi l'impianto eporediese ospitò una tappa della Coppa del Mondo di canoa slalom del 2007 e i Campionati mondiali di canoa/kayak discesa del 2008.
Nel 2016 vennero eseguiti ulteriori lavori, seguiti dalla Whitewater Park International, progettista, tra l'altro, dei canali olimpici di Sydney, Londra e Rio de Janeiro. Nello stesso anno la struttura ospitò nuovamente la prima tappa della Coppa del Mondo di Canoa Slalom.

### Manifestazioni sportive
La seguente è una lista (non esaustiva) delle manifestazioni sportive ospitate dall'impianto:
| Anno | Evento                                     | Note |
| ---- | ------------------------------------------ | ---- |
| 2007 | Coppa del Mondo di Canoa discesa           |      |
| 2008 | Campionati mondiali di canoa/kayak discesa |      |
| 2016 | Coppa del Mondo di Canoa Slalom            |      |
| 2017 | Coppa del Mondo di Canoa Slalom            |      |

## Descrizione
La struttura è costituita da un canale di slalom semiartificiale situato lungo la riva destra della Dora Baltea presso il Giardino Donne della Resistenza. Il canale presenta una lunghezza di 230 metri e un dislivello di 6, per una pendenza media del 3%.
L'impianto si presta alla pratica della canoa discesa e della canoa slalom.
A poca distanza dal finale del canale affiorano alcune vestigia dell'antico Pons Major, un ponte romano del I secolo d.C.